# 洪智敏
洪智敏（韓語：홍지민，1973年6月28日—），韓國女演員，為《神秘音樂秀：蒙面歌王》的第10與11代蒙面歌王。

## 演出作品

### 電視劇
- 2004年：MBC《來自朝鮮》
- 2008年：MBC《之前&之後整形外科》
- 2008年：SBS《On Air》飾演 李惠慶
- 2009年：MBC《泰熙慧喬智賢》飾演 洪智敏
- 2009年：SBS《City Hall》
- 2009年：SBS《Style》
- 2010年：SBS《我是傳說》飾演 池花子
- 2011年：SBS《The Musical》
- 2012年：MBC《黃金時刻》飾演 宋慶華
- 2013年：KBS《廣告天才李太白》飾演 李恩熙
- 2013年：MBC《韓國小姐》飾演 梁春子
- 2014年：JTBC《山蒜醬湯：12年後的重逢》飾演 老師（客串）
- 2016年：KBS《武林學校》飾演 方德大嬸
- 2018年：SBS《狐狸新娘星》飾演 商業設施組組長
- 2021年：TV朝鮮《結婚作詞，離婚作曲》飾演 吳真雅（特別演出）
- 2021年: 京畿道株式會社《Delivery》飾演金美玉

### 電影
- 2002年：《A Perfect Match》
- 2004年：《Dance With The Wind》
- 2006年：《Live Good》
- 2008年：《等到發狂》
- 2011年：《奇怪的客人們》
- 2012年：《音癡診所》

### 綜藝
- 2009年：SBS《明星夫婦秀 親愛的（朝鲜语：자기야 백년손님）》
- 2015年：MBC《神秘音樂秀：蒙面歌王》E19－E24（面具名：你去吧 夏威夷）第10－11代歌王